# Eisschnelllauf-Mehrkampfeuropameisterschaft 2003

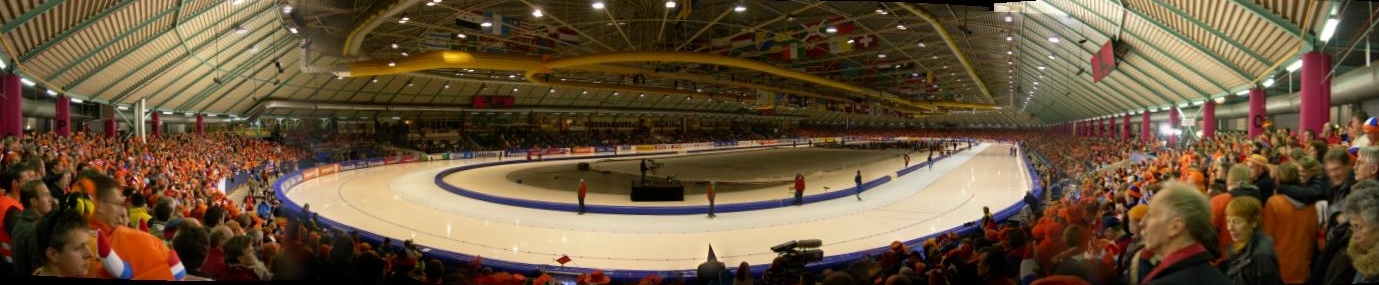
Thialf

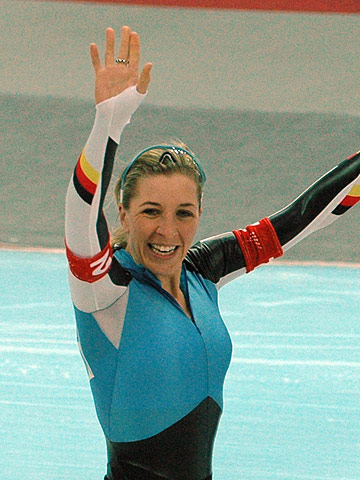
Europameisterin Anni Friesinger

Die 99. Eisschnelllauf-Mehrkampfeuropameisterschaft (28. der Frauen) wurde vom 3. bis 5. Januar 2003 im Thialf im niederländischen Heerenveen ausgetragen.

## Teilnehmende Nationen
- 51 Sportler aus 16 Nationen nahmen am Mehrkampf teil.

| Teilnehmende Nationen              | Teilnehmende Nationen                  | Teilnehmende Nationen              | Teilnehmende Nationen              |
| ---------------------------------- | -------------------------------------- | ---------------------------------- | ---------------------------------- |
| Österreich Belgien Belarus Schweiz | Tschechien Deutschland Finnland Ungarn | Italien Niederlande Norwegen Polen | Rumänien Russland Schweden Ukraine |

## Wettbewerb

### Frauen

#### Endstand Kleiner Vierkampf
- Zeigt die ersten zwölf Finalteilnehmerinnen der Mehrkampf-EM über 5000 Meter

| Rang | Name                | 500 Meter  | Pkt.  | 3000 Meter   | Pkt.  | 1500 Meter   | Pkt.  | 5000 Meter   | Pkt.  | Gesamt- punkte |
| ---- | ------------------- | ---------- | ----- | ------------ | ----- | ------------ | ----- | ------------ | ----- | -------------- |
| 1    | Anni Friesinger     | 39,39 (1)  | 39,39 | 4:08,64 (1)  | 41,44 | 1:57,87 (1)  | 39,29 | 7:08,45 (2)  | 42,84 | 162,965        |
| 2    | Claudia Pechstein   | 40,27 (4)  | 40,27 | 4:09,77 (2)  | 41,62 | 2:00,10 (2)  | 40,03 | 7:05,23 (1)  | 42,52 | 164,454        |
| 3    | Renate Groenewold   | 40,33 (5)  | 40,33 | 4:11,19 (3)  | 41,86 | 2:01,30 (4)  | 40,43 | 7:12,89 (3)  | 43,28 | 165,917        |
| 4    | Daniela Anschütz    | 40,68 (6)  | 40,68 | 4:14,63 (4)  | 42,43 | 2:01,34 (5)  | 40,44 | 7:12,93 (4)  | 43,29 | 166,857        |
| 5    | Annamarie Thomas    | 39,98 (2)  | 39,98 | 4:18,99 (9)  | 43,16 | 2:00,38 (3)  | 40,12 | 7:31,16 (10) | 45,11 | 168,387        |
| 6    | Marja Vis           | 40,85 (8)  | 40,85 | 4:16,62 (6)  | 42,77 | 2:02,24 (8)  | 40,74 | 7:21,00 (8)  | 44,10 | 168,466        |
| 7    | Katrin Kalex        | 40,86 (9)  | 40,86 | 4:18,02 (8)  | 43,00 | 2:02,15 (7)  | 40,71 | 7:20,50 (7)  | 44,05 | 168,629        |
| 8    | Swetlana Wyssokowa  | 41,85 (18) | 41,85 | 4:17,13 (7)  | 42,85 | 2:03,05 (11) | 41,01 | 7:14,07 (5)  | 43,40 | 169,128        |
| 9    | Walentina Jakschina | 42,22 (20) | 42,22 | 4:16,16 (5)  | 42,69 | 2:02,38 (9)  | 40,79 | 7:17,27 (6)  | 43,72 | 169,433        |
| 10   | Swetlana Baschanowa | 41,34 (14) | 41,34 | 4:20,50 (10) | 43,41 | 2:01,76 (6)  | 40,58 | 7:25,72 (9)  | 44,57 | 169,914        |
| 11   | Krisztina Egyed     | 40,21 (3)  | 40,21 | 4:23,68 (12) | 43,94 | 2:02,68 (10) | 40,89 | 7:44,20 (14) | 46,42 | 171,469        |
| 12   | Nicola Mayr         | 40,89 (10) | 40,89 | 4:23,28 (11) | 43,88 | 2:04,50 (14) | 41,50 | 7:33,93 (11) | 45,39 | 171,663        |

#### 500 Meter
| Platz | Name                | Land        | Zeit  | Punkte |
| ----- | ------------------- | ----------- | ----- | ------ |
| 1     | Anni Friesinger     | Deutschland | 39,39 | 39,39  |
| 2     | Annamarie Thomas    | Niederlande | 39,98 | 39,98  |
| 3     | Krisztina Egyed     | Ungarn      | 40,21 | 40,21  |
| 4     | Claudia Pechstein   | Deutschland | 40,27 | 40,27  |
| 5     | Renate Groenewold   | Niederlande | 40,33 | 40,33  |
| 6     | Daniela Anschütz    | Deutschland | 40,68 | 40,68  |
| 7     | Annette Bjelkevik   | Norwegen    | 40,75 | 40,75  |
| 8     | Marja Vis           | Niederlande | 40,85 | 40,85  |
| 9     | Katrin Kalex        | Deutschland | 40,86 | 40,86  |
| 10    | Nicola Mayr         | Italien     | 40,89 | 40,89  |
|       |                     |             |       |        |
| 11    | Emese Dörfler-Antal | Österreich  | 40,90 | 40,90  |

#### 3000 Meter
| Platz | Name                | Land        | Zeit    | Punkte |
| ----- | ------------------- | ----------- | ------- | ------ |
| 1     | Anni Friesinger     | Deutschland | 4:08,64 | 41,44  |
| 2     | Claudia Pechstein   | Deutschland | 4:09,77 | 41,62  |
| 3     | Renate Groenewold   | Niederlande | 4:11,19 | 41,86  |
| 4     | Daniela Anschütz    | Deutschland | 4:14,63 | 42,43  |
| 5     | Walentina Jakschina | Russland    | 4:16,16 | 42,69  |
| 6     | Marja Vis           | Niederlande | 4:16,62 | 42,77  |
| 7     | Swetlana Wyssokowa  | Russland    | 4:17,13 | 42,85  |
| 8     | Katrin Kalex        | Deutschland | 4:18,02 | 43,00  |
| 9     | Annamarie Thomas    | Niederlande | 4:18,99 | 43,16  |
| 10    | Swetlana Baschanowa | Russland    | 4:20,50 | 43,41  |
|       |                     |             |         |        |
| 14    | Emese Dörfler-Antal | Österreich  | 4:25,45 | 44,24  |

#### 1500 Meter
| Platz | Name                | Land        | Zeit    | Punkte |
| ----- | ------------------- | ----------- | ------- | ------ |
| 1     | Anni Friesinger     | Deutschland | 1:57,87 | 39,29  |
| 2     | Claudia Pechstein   | Deutschland | 2:00,10 | 40,03  |
| 3     | Annamarie Thomas    | Niederlande | 2:00,38 | 40,12  |
| 4     | Renate Groenewold   | Niederlande | 2:01,30 | 40,43  |
| 5     | Daniela Anschütz    | Deutschland | 2:01,34 | 40,44  |
| 6     | Swetlana Baschanowa | Russland    | 2:01,76 | 40,58  |
| 7     | Katrin Kalex        | Deutschland | 2:02,15 | 40,71  |
| 8     | Marja Vis           | Niederlande | 2:02,24 | 40,74  |
| 9     | Walentina Jakschina | Russland    | 2:02,38 | 40,79  |
| 10    | Krisztina Egyed     | Ungarn      | 2:02,68 | 40,89  |
|       |                     |             |         |        |
| 13    | Emese Dörfler-Antal | Österreich  | 2:04,19 | 41,39  |

#### 5000 Meter
| Platz | Name                | Land        | Zeit    | Punkte |
| ----- | ------------------- | ----------- | ------- | ------ |
| 1     | Claudia Pechstein   | Deutschland | 7:05,23 | 42,52  |
| 2     | Anni Friesinger     | Deutschland | 7:08,45 | 42,84  |
| 3     | Renate Groenewold   | Niederlande | 7:12,89 | 43,28  |
| 4     | Daniela Anschütz    | Deutschland | 7:12,93 | 43,29  |
| 5     | Swetlana Wyssokowa  | Russland    | 7:14,07 | 43,40  |
| 6     | Walentina Jakschina | Russland    | 7:17,27 | 43,72  |
| 7     | Katrin Kalex        | Deutschland | 7:20,50 | 44,05  |
| 8     | Marja Vis           | Niederlande | 7:21,00 | 44,10  |
| 9     | Swetlana Baschanowa | Russland    | 7:25,72 | 44,57  |
| 10    | Annamarie Thomas    | Niederlande | 7:31,16 | 45,11  |
|       |                     |             |         |        |
| 13    | Emese Dörfler-Antal | Österreich  | 7:41,78 | 46,17  |

### Männer

#### Endstand Großer Vierkampf
- Zeigt die ersten zwölf Finalteilnehmer der Mehrkampf-EM über 10.000 Meter

| Rang | Name               | 500 Meter  | Pkt:  | 5000 Meter   | Pkt.  | 1500 Meter   | Pkt.  | 10.000 Meter  | Pkt.  | Gesamt- punkte |
| ---- | ------------------ | ---------- | ----- | ------------ | ----- | ------------ | ----- | ------------- | ----- | -------------- |
| 1    | Gianni Romme       | 37,83 (17) | 37,83 | 6:26,72 (1)  | 38,67 | 1:48,35 (1)  | 36,11 | 13:27,68 (1)  | 40,38 | 153,002        |
| 2    | Rintje Ritsma      | 37,11 (8)  | 37,11 | 6:34,28 (2)  | 39,42 | 1:49,23 (4)  | 36,41 | 13:40,10 (3)  | 41,00 | 153,953        |
| 3    | Mark Tuitert       | 36,62 (2)  | 36,62 | 6:37,56 (6)  | 39,75 | 1:49,17 (3)  | 36,39 | 13:49,05 (7)  | 41,45 | 154,218        |
| 4    | Dmitri Schepel     | 36,97 (6)  | 36,97 | 6:41,16 (10) | 40,11 | 1:49,39 (7)  | 36,46 | 13:48,50 (5)  | 41,42 | 154,974        |
| 5    | Ralf van der Rijst | 37,51 (12) | 37,51 | 6:38,46 (7)  | 39,84 | 1:49,23 (4)  | 36,41 | 13:51,45 (8)  | 41,57 | 155,338        |
| 6    | Eskil Ervik        | 37,53 (13) | 37,53 | 6:37,51 (5)  | 39,75 | 1:50,82 (10) | 36,94 | 13:55,44 (10) | 41,77 | 155,993        |
| 7    | Jewgeni Lalenkow   | 36,63 (3)  | 36,63 | 6:46,11 (12) | 40,61 | 1:49,04 (2)  | 36,34 | 14:10,94 (11) | 42,54 | 156,134        |
| 8    | Enrico Fabris      | 38,13 (21) | 38,13 | 6:38,48 (8)  | 39,84 | 1:50,96 (12) | 36,98 | 13:49,02 (6)  | 41,45 | 156,415        |
| 9    | Lasse Sætre        | 38,18 (22) | 38,18 | 6:36,92 (4)  | 39,69 | 1:52,82 (17) | 37,60 | 13:39,08 (2)  | 40,95 | 156,432        |
| 10   | Paweł Jan Zygmunt  | 38,07 (20) | 38,07 | 6:35,71 (3)  | 39,57 | 1:51,71 (15) | 37,23 | 13:54,08 (9)  | 41,70 | 156,581        |
| 11   | Jan Friesinger     | 37,10 (7)  | 37,10 | 6:44,30 (11) | 40,43 | 1:50,39 (8)  | 36,79 | 14:16,90 (13) | 42,84 | 157,171        |
| 12   | Alexander Kibalko  | 36,40 (1)  | 36,40 | 6:54,34 (20) | 41,43 | 1:49,37 (6)  | 36,45 | 14:31,08 (14) | 43,55 | 157,844        |

#### 500 Meter
| Platz | Name              | Land        | Zeit  | Punkte |
| ----- | ----------------- | ----------- | ----- | ------ |
| 1     | Alexander Kibalko | Russland    | 36,40 | 36,40  |
| 2     | Mark Tuitert      | Niederlande | 36,62 | 36,62  |
| 3     | Jewgeni Lalenkow  | Russland    | 36,63 | 36,63  |
| 4     | Mika Poutala      | Finnland    | 36,68 | 36,68  |
| 5     | Petter Andersen   | Norwegen    | 36,86 | 36,86  |
| 6     | Dmitri Schepel    | Russland    | 36,97 | 36,97  |
| 7     | Jan Friesinger    | Deutschland | 37,10 | 37,10  |
| 8     | Rintje Ritsma     | Niederlande | 37,11 | 37,11  |
| 9     | Vesa Rosendahl    | Finnland    | 37,12 | 37,12  |
| 10    | Stefan Heythausen | Deutschland | 37,19 | 37,19  |
|       |                   |             |       |        |
| 11    | Jörg Dallmann     | Deutschland | 37,28 | 37,28  |
| 18    | Thomas Falger     | Österreich  | 38,03 | 38,03  |
| 27    | Martin Hänggi     | Schweiz     | 39,94 | 39,94  |

#### 5000 Meter
| Platz | Name               | Land        | Zeit    | Punkte |
| ----- | ------------------ | ----------- | ------- | ------ |
| 1     | Gianni Romme       | Niederlande | 6:26,72 | 38,67  |
| 2     | Rintje Ritsma      | Niederlande | 6:34,28 | 39,42  |
| 3     | Paweł Jan Zygmunt  | Polen       | 6:35,71 | 39,57  |
| 4     | Lasse Sætre        | Norwegen    | 6:36,92 | 39,69  |
| 5     | Eskil Ervik        | Norwegen    | 6:37,51 | 39,75  |
| 6     | Mark Tuitert       | Niederlande | 6:37,56 | 39,75  |
| 7     | Ralf van der Rijst | Niederlande | 6:38,46 | 39,84  |
| 8     | Enrico Fabris      | Italien     | 6:38,48 | 39,84  |
| 9     | Bart Veldkamp      | Belgien     | 6:39,51 | 39,95  |
| 10    | Dmitri Schepel     | Russland    | 6:41,16 | 40,11  |
|       |                    |             |         |        |
| 11    | Jan Friesinger     | Deutschland | 6:44,30 | 40,43  |
| 14    | Stefan Heythausen  | Deutschland | 6:49,80 | 40,98  |
| 15    | Jörg Dallmann      | Deutschland | 6:51,81 | 41,18  |
| 28    | Martin Hänggi      | Schweiz     | 7:12,11 | 43,21  |
| 29    | Thomas Falger      | Österreich  | 7:31,88 | 45,18  |

#### 1500 Meter
| Platz | Name               | Land        | Zeit    | Punkte |
| ----- | ------------------ | ----------- | ------- | ------ |
| 1     | Gianni Romme       | Niederlande | 1:48,35 | 36,11  |
| 2     | Jewgeni Lalenkow   | Russland    | 1:49,04 | 36,34  |
| 3     | Mark Tuitert       | Niederlande | 1:49,17 | 36,39  |
| 4     | Rintje Ritsma      | Niederlande | 1:49,23 | 36,41  |
| 4     | Ralf van der Rijst | Niederlande | 1:49,23 | 36,41  |
| 6     | Alexander Kibalko  | Russland    | 1:49,37 | 36,45  |
| 7     | Dmitri Schepel     | Russland    | 1:49,39 | 36,46  |
| 8     | Jan Friesinger     | Deutschland | 1:50,39 | 36,79  |
| 9     | Petter Andersen    | Norwegen    | 1:50,59 | 36,86  |
| 10    | Eskil Ervik        | Norwegen    | 1:50,82 | 36,94  |
|       |                    |             |         |        |
| 19    | Jörg Dallmann      | Deutschland | 1:53,37 | 37,79  |
| 22    | Stefan Heythausen  | Deutschland | 1:53,67 | 37,89  |
| 28    | Thomas Falger      | Österreich  | 2:00,35 | 40,11  |
| 29    | Martin Hänggi      | Schweiz     | 2:00,49 | 40,16  |

#### 10.000 Meter
| Platz | Name               | Land        | Zeit     | Punkte |
| ----- | ------------------ | ----------- | -------- | ------ |
| 1     | Gianni Romme       | Niederlande | 13:27,68 | 40,38  |
| 2     | Lasse Sætre        | Norwegen    | 13:39,08 | 40,95  |
| 3     | Rintje Ritsma      | Niederlande | 13:40,10 | 41,00  |
| 4     | Bart Veldkamp      | Belgien     | 13:43,10 | 41,15  |
| 5     | Dmitri Schepel     | Russland    | 13:48,50 | 41,42  |
| 6     | Enrico Fabris      | Italien     | 13:49,02 | 41,45  |
| 7     | Mark Tuitert       | Niederlande | 13:49,05 | 41,45  |
| 8     | Ralf van der Rijst | Niederlande | 13:51,45 | 41,57  |
| 9     | Paweł Jan Zygmunt  | Polen       | 13:54,08 | 41,70  |
| 10    | Eskil Ervik        | Norwegen    | 13:55,44 | 41,77  |
|       |                    |             |          |        |
| 13    | Jan Friesinger     | Deutschland | 14:16,90 | 42,84  |